# Carlos Pintér
Carlos „Carlo“ Pintér (* 13. Oktober 1910 in Prešporok; † 10. Dezember 1980) war ein schweizerisch-ungarischer Fußballspieler und -trainer. Mit dem Verein Boldklubben 1909 gewann er als Trainer die dänische Meisterschaft.

## Sportlicher Werdegang
Pintér emigrierte mit seiner Familie 1930 aus der Tschechoslowakei in die Schweiz, wo er später das Schweizer Bürgerrecht erlangte. Dort begann er Anfang der 1930er Jahre seine Fußballkarriere beim FC Locarno, mit dem er 1933 in die Nationalliga aufstieg. 1935 wechselte er innerhalb der Meisterschaft zum FC Bern, ehe er ein Jahr später sein Glück im Ausland versuchte. Als Fußballprofi heuerte er beim französischen Klub FC Mulhouse in der Division 1 an, nach dem Abstieg des Klubs als Tabellenschlusslicht am Ende der Spielzeit 1936/37 zog er nach Malta zu den Sliema Wanderers weiter. Nach Ausbruch des Zweiten Weltkriegs kehrte er in die Schweiz zurück, wo er zunächst für den FC Cantonal Neuchâtel und dann ab 1942 bis zu seinem Karriereende 1945 für die AC Bellinzona auflief. 
Pintér wechselte nach der aktiven Laufbahn bei der AC Bellinzona auf die Trainerbank. Nach seinem Abschied 1947 führte sein Nachfolger Eugen Payer die Mannschaft zur Schweizer Meisterschaft. Pintér übernahm den FC Sion, ehe er 1951 für eine Spielzeit zur AC Bellinzona zurückkehrte. 
Auf Vermittlung seines Freundes Géza Toldi ging Pintér 1952 nach Dänemark und übernahm den Trainerposten beim B.93 Kopenhagen. 1954 gewann er mit dem Klub den vor Einführung eines landesweit ausgetragenen Pokalwettbewerbs letztmals ausgetragenen Kopenhagener Regionalpokal, im gleichen Jahr verpasste er jedoch den Klassenerhalt in der höchsten Spielklasse. Daraufhin kehrte er in die Schweiz zurück, wo er seinen Ex-Klub FC Locarno, Yverdon-Sport FC, den FC Cantonal Neuchâtel sowie dessen Lokalrivalen (und späteren Fusionspartner) FC Xamax betreute. 
Ab 1960 versuchte Pintér sich abermals in Dänemark. Zunächst war er für den mehrfachen Meister Kjøbenhavns Boldklub tätig, mit dem er 1960 und 1961 jeweils Vizemeister wurde. Ab der  Spielzeit 1964 trainierte er den Boldklubben 1909, mit dem er im ersten Jahr seiner Tätigkeit den Meistertitel gewann. Nach einem neunten Platz in der Folgesaison kehrte er abermals zur AC Bellinzona zurück. Dort erreichte er das Endspiel um den Schweizer Cup 1968/69, in dem sich der FC St. Gallen nach zwei Toren von Rudolf Nafziger mit einem 2:0-Sieg durchsetzte. Anschließend beendete er zunächst seine Trainerkarriere, kehrte aber in der Spielzeit 1969/70 nochmals als „Feuerwehrmann“ zurück und rettete die Mannschaft vor dem Abstieg.